# Senecio cabrerianus
Senecio cabrerianus là một loài thực vật có hoa trong họ Cúc. Loài này được Greenm. & Cuatrec. miêu tả khoa học đầu tiên năm 1953.